# Aime
Aime is een Franse plaats en voormalige gemeente in het departement Savoie in de regio Auvergne-Rhône-Alpes en telt 3229 inwoners (1999). De plaats maakt deel uit van het arrondissement Albertville.

## Geschiedenis
Aime was de hoofdplaats van het gelijknamige kanton tot dit op 22 maart 2015 werd opgeheven en de gemeenten werden opgenomen in het op die dag gevormde kanton Bourg-Saint-Maurice. Op 1 januari 2015 fuseerde de gemeente met Granier en Montgirod tot de commune nouvelle Aime-la-Plagne, waarvan Aime de hoofdplaats werd.

## Geografie
De oppervlakte van Aime bedraagt 51,1 km², de bevolkingsdichtheid is 63,2 inwoners per km².
Dichtbij zijnde stad is Albertville.
De onderstaande kaart toont de ligging van Aime met de belangrijkste infrastructuur en aangrenzende gemeenten.

## Sport
Vlakbij ligt het bekende en grote skigebied La Plagne.
Aime was vier keer startplaats van een etappe in de Tour de France.

## Demografie
Onderstaande figuur toont het verloop van het inwonertal.

## Bekende inwoner(s)
- Pierre Borrione, gestorven in Aime